# Troctopsocidae
Troctopsocidae (лат.) — семейство сеноедов из подотряда Troctomorpha. Насчитывает 6 родов и около 20 видов. Юго-Восточная Азия, Центральная и Южная Америка.

## Описание
Усики 11- ,13- и 15-члениковые. Лобные швы отсутствуют. Верхушка лацинии с разделенным срединным бугорком, латеральный бугорок с двумя или более выступающими предвершинными зубцами. Лапки 3-члениковые. Чешуек нет. Птеростигмы в основании открытые или закрытые. Жилка Sc соединяется с R. Переднее крыло с 2А, идущей от начала на короткое расстояние вдоль края крыла, затем сливается с 1А. Базальные сегменты Rs присутствуют или отсутствуют. Субгенитальная пластинка иногда с Т-образным склеритом. Гонапофизы самок с наружной двулопастной створкой, без щетинок. Фаллосома без наружных парамер, задние концы плеч фаллосомы разделены и соединены мембраной.

## Классификация
Первоначально семейство было описано в 1940 году под названием Plaumanniidae, но имя типового рода Plaumannia (=Troctopsocus) оказалось занято и в 1967 году заменено на Troctopsocidae.
- Coleotroctellus Lienhard, 1988[5] — 5 видов
- Selenopsocus Lienhard & Mockford, 1997[6] — 1 вид
- Thaipsocus Lienhard & Mockford, 1997 — 7 видов
- Troctopsocoides Mockford & García-Aldrete, 2014[7] — 2 вида
- Troctopsocopsis Mockford, 1967 — 5 видов
- Troctopsoculus Mockford, 1967 — 2 вида
- Troctopsocus Mockford, 1967 — 3 вида